# Амерички графити
Амерички графити (енгл. American Graffiti) је филм из 1973. године, у режији Џорџа Лукаса. Главни и извршни продуцент је Франсис Форд Копола. У филму глуме Ричард Драјфус, Рон Хауард, Пол Ле Мет, Харисон Форд и други. Филм је носталгична слика тинејџерског живота 1960-их, и представља причу групе тинејџера и њихових авантура у једној ноћи.

## Радња
Крајем лета 1962. године, скорашњи матуранти и дугогодишњи пријатељи, Курт Хендерсон и Стив Боландер, упознају Џона Милнера и Терија Филдса ("Жабу крастачу") у једном локалу. Упркос примању стипендије у вредности од 2.000 америчких долара, Курт не зна да ли жели да следећег јутра оде са Стивом на колеџ, на североистоку САД. Стив дозвољава Терију да позајми од њега, 1958. Шевролет импала, за време његовог студирања. Стивова девојка Лори, а такође и Куртова сестра, је несигурна по питању Стивовог одласка.
Курт, Стив и Лори иду на локалну игранку, док Тери и Милнер иду на крстарење. На путу до игранке, Курт угледа прелепу плавушу, у белом 1956. Форду. Пре него што нестане низ улицу, она каже „Волим те“, а Курт жели очајнички да сазна ко је она... Курт проводи ноћ тражећи прекрасну тајанствену плавушу, која му се у пролазу обратила из другог аутомобила и након тога нетрагом нестала.

## Улоге
| Глумац              | Улога                        |
| ------------------- | ---------------------------- |
| Ричард Драјфус      | Курт Хендерсон               |
| Рон Хауард          | Стив Боландер                |
| Пол Ле Мет          | Џон Милнер                   |
| Чарлс Мартин Смит   | Тери ("Жаба крастача") Филдс |
| Синди Вилијамс      | Лори Хендерсон               |
| Кенди Кларк         | Деби Данам                   |
| Макензи Филипс      | Керол Морисон                |
| Харисон Форд        | Боб Фалфа                    |
| Бу Хопкинс          | Џо Јанг                      |
| Кетлин Куинлан      | Пег                          |
| Волфман Џек         | Волфман Џек (диск-џокеј)     |
| Мануел Падиља млађи | Карлос                       |
| Бо Гинтри           | Ентс                         |
| Џим Бохан           | Официр Холстеин              |
| Џо Спано            | Вик                          |

## Награде
Филм је имао пет номинација за Оскара: Оскара за најбољи филм, Оскара за најбољег режисера (Џорџ Лукас), Оскара за најбољи оригинални сценарио (Џорџ Лукас, Вилард Хајк и Глорија Кац), Оскара за најбољу споредну глумицу (Кенди Кларк) и Оскара за најбољу монтажу (Верна Филдс и Марсиа Лукас). Иначе, исте године, Оскара за најбољи филм узима филм Жаока.
Филм је добио и Златни глобус за најбољи играни филм, док је Пол Ле Мет добио Златни глобус за најбољег новајлију. Џорџ Лукас је био номинован за најбољег режисера, a Ричард Драјфус за најбољег главног глумца. Синди Вилијамс је била номинована за БАФТА награду, за најбољу споредну глумицу.

## Занимљивости
- У ствари, филмом „Амерички графити” Лукас је поново оживео своју младост, пубертетске дане проведене у малом граду у Калифорнији. Редитељ је толико био обузет носталгијом за минулим данима, почетком шездесетих, да је најпре одлучио да филму да наслов „Another Slow Night In Modesto” („Још једна спора ноћ у Модесту”).  А Модесто је, као што се може претпоставити, био Лукасов родни град. Продуценти Френсис Форд Копола и Гери Курц уверили су га да то није добар избор и наслов је промењен у „Амерички графити”.

- Још једна музичка занимљивост везана је за овај филм. Тридесетогодишњи Харисон Форд упорно се наметао редитељу као певач. Наваљивао је да отпева славну песму „Some Enchanted Evening” дуа Роџерс и Хамерстајн. Испоставило се да Харисон заиста има слуха, његов баритон био је угодно изненађење.[3]